# Astatophlebia marmarobrunnea
Astatophlebia marmarobrunnea är en fjärilsart som beskrevs av Antonius Johannes Theodorus Janse 1964. Astatophlebia marmarobrunnea ingår i släktet Astatophlebia och familjen snigelspinnare. Inga underarter finns listade i Catalogue of Life.